# Parafia Najświętszej Maryi Panny Częstochowskiej w Nowym Sączu-Zabełczu
Parafia pw. Najświętszej Maryi Panny Częstochowskiej w Nowym Sączu-Zabełczu – parafia rzymskokatolicka znajdująca się w diecezji tarnowskiej w dekanacie Nowy Sącz Centrum. Erygowana w 1981. Mieści się przy ulicy Myśliwskiej. Obsługują ją księża diecezjalni.

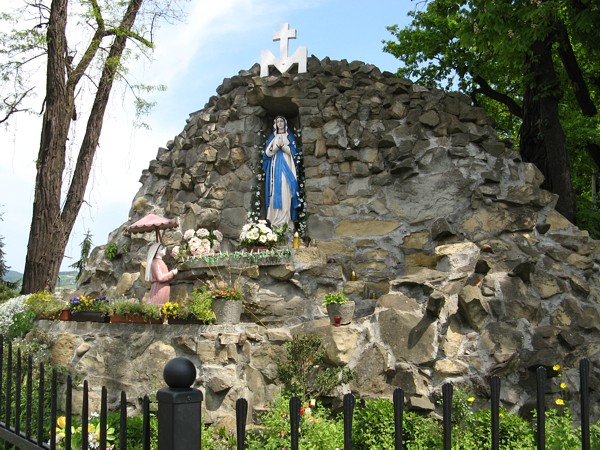
Grota Zabełecka znajdująca się na terenie kościoła

## Historia
W 1901 r. Ojcowie Jezuici nabyli od dr Gustawa Romera folwark wraz z dworkiem w Zabełczu. W dworku urządzili kaplicę dla swych kleryków studiujących filozofię w Nowym Sączu. W kaplicy umieszczono ołtarz przeniesiony z kaplicy domowej kolegium z Nowego Sącza.
27.06.1902 roku została po raz pierwszy odprawiona Msza św. w kaplicy w Zabełczu. Początkowo uczestniczyli we Mszy św. klerycy. Stopniowo zaczęli uczęszczać na Msze św. pracownicy gospodarstwa i inni mieszkańcy Zabełcza. Księża i klerycy rozpoczęli także katechizowanie dzieci.
25.03.1950 r. władze PRL przejęły majątek Ojców Jezuitów, pozostawiły kaplicę i małe mieszkanie dla ks. kapelana tej kaplicy.
W 1967 r. kapelanem kaplicy został ks. Henryk Sokołowski. Praca duszpasterska wyglądała podobnie jak w parafiach, choć Zabełcze administracyjnie należało do parafii Wielogłowy.
W 1973 r. ks. prowincjał Stanisław Nawrocki - tutejszy rodak, ofiarował do kaplicy ołtarz Matki Bożej Częstochowskiej z kaplicy rzemieślniczej w Krakowie.
Od tej pory w ołtarzu był obraz Matki Bożej Częstochowskiej z XIX wieku.
25.06.1974 r. ks. bp ordynariusz dr Jerzy Ablewicz erygował rektorat przy kaplicy w Zabełczu, równocześnie mianował ks. Henryka Sokołowskiego wikariuszem eksponowanym i rektorem Kaplicy w Zabełczu, parafii Wielogłowy. Nowy Rektorat obejmował troską duszpasterską wiernych mieszkających na terenie Zabełcza. Choć Rektorat obejmował tylko Zabełcze, to jednak do kaplicy przychodzili też mieszkańcy Wielopola.
Mała kaplica nie mogła pomieścić wszystkich wiernych, stąd czyniono starania o zezwolenie na budowę kościoła. Władze nie chciały się jednak na to zgodzić. Księdzu rektorowi w katechizacji i duszpasterstwie pomagali ojcowie Jezuici z par. św. Ducha w Nowym Sączu.
W 1975 roku Zabełcze zostało administracyjnie włączone do Nowego Sącza, stało się jego dzielnicą. W związku z ciężka chorobą dotychczasowego rektora kaplicy w Zabełczu, nowym rektorem został mianowany 8.11.1978 r. ks. Mieczysław Oleksy.
21.11.1978 r. zmarł ks. Henryk Sokołowski. W dalszym ciągu trwały bezskuteczne starania o budowę kościoła.
20.03.1981 r. ks. Biskup dr Jerzy Ablewicz podniósł do godności parafii dotychczasowy rektorat przy kaplicy Matki Bożej Częstochowskiej w Zabełczu. Równocześnie przyłączył do nowej parafii ok. 50 rodzin z Wielopola związanych ze szkołą podstawową i kaplicą w Zabełczu. Proboszczem został mianowany dotychczasowy rektor ks. Mieczysław Oleksy.
Po rezygnacji Ojców Jezuitów z pracy duszpasterskiej w Zabełczu, ks. biskup Ordynariusz Jerzy Ablewicz mianował proboszczem ks. Stanisława Świderskiego.
1.07.1981 r. w parafii przestają pracować Ojcowie Jezuici, którzy tworzyli ją od początku.